# Paul Nebel
Paul Nebel, né le 10 octobre 2002 à Bad Nauheim en Allemagne, est un footballeur allemand qui évolue au poste d'ailier droit au FSV Mayence.

## Biographie

### FSV Mayence
Né à Bad Nauheim en Allemagne, Paul Nebel est formé par le Kickers Offenbach avant de rejoindre en 2014 le FSV Mayence. Le 30 juin 2020 il signe son premier contrat professionnel.
Le 11 septembre 2020, Paul Nebel joue son premier match en professionnel lors d'une rencontre de coupe d'Allemagne face au TSV Havelse. Il entre en jeu ce jour-là à la place de Levin Öztunalı et délivre une passe décisive pour Jean-Philippe Mateta, ce dernier réalisant un triplé ce jour-là. Mayence l'emporte finalement par cinq buts à un. Il joue son premier match en Bundesliga le 20 septembre suivant, en entrant en jeu lors d'une défaite face au RB Leipzig (3-1). Il devient alors à 17 ans et 346 jours le plus jeune joueur à jouer un match de Bundesliga pour Mayence. Il bat le record jusqu'ici détenu par Mario Vrančić. Considéré comme l'un des joueurs les plus prometteurs du club, celui qui est alors le plus jeune joueur du groupe professionnel joue finalement peu lors de la saison 2020-2021 après avoir pourtant fait plusieurs apparitions en début de saison. Avec l'arrivée de Bo Svensson en janvier il ne joue pas davantage, bien que l'entraîneur danois le teste à un poste inédit pour Nebel d'arrière gauche.

### En équipe nationale
Paul Nebel représente l'équipe d'Allemagne des moins de 17 ans de 2018 à 2019. Lors de son premier match, le 7 septembre, il se met en évidence en inscrivant deux buts face aux Pays-Bas (2-2 score final). Il inscrit quelques semaines plus tard un autre but face au Danemark. Avec cette sélection, il participe au championnat d'Europe des moins de 17 ans en 2019. Lors de cette compétition organisée en Irlande, il joue deux matchs dont un comme titulaire. Son équipe est éliminée dès la phase de groupe avec un bilan d'une victoire et deux défaites.
Il compte ensuite deux sélections avec les moins de 19 ans, obtenues en 2020.
Par la suite, avec les moins de 20 ans, il inscrit deux buts lors de l'année 2021, contre la Roumanie et la France.